# Licuala dakrongensis
Licuala dakrongensis är en enhjärtbladig växtart som beskrevs av A.J.Hend., N.K.Ban och B.V.Thanh. Licuala dakrongensis ingår i släktet Licuala och familjen Arecaceae. Inga underarter finns listade i Catalogue of Life.